# Charles Nordhoff
Charles Bernard Nordhoff (1. februar 1887 - 10. april 1947) var en amerikansk forfatter, født i England.

## Biografi
Charles Nordhoff blev født i London, England, den 1. februar 1887. Begge hans forældre var amerikanere. Hans far var Walter Nordhoff, en rig forretningsmand og forfatteren af The Journey of the Flame som han skrev under aliaset "Antonion de Fierro Blanco". Hans mor, Sarah Cope Whitall hørte til Quaker gruppen i Pennsylvania. Nordhoffs forældre tog tilbage til USA med ham i 1889, hvor først de boede i Pennsylvania, derefter Rhode Island og til sidst flyttede til Californien i 1898. 
Charles Bernard Nordhoffs bedstefar var Charles Nordhoff, der var en journalist og forfatter med fokus på saglitteratur. Nordhoff selv viste en tidlig interesse i at skrive. Hans første udgivne værk var en artikel i en ornitologisk journal, skrevet i 1902, i en alder af 15. Efter at han gik på The Thacher School i Ojai, Californien, startede han på Standford Universitet som 17-årig, men skiftede til Harvard efter et år.
Nordhoff arbejdede for sin fars firma efter sin dimission i 1909. Han brugte først to år i Mexico hvor han administrerede en sukker-plantage, og derefter fire år som administrator af et håndværkerfirma i Redlands, California. Han sagde op i 1916 hvor han skrev sig op til the Ambulance Corps og rejste til Frankrig. I Frankrig meldte han sig med andre amerikanske udvandrere som pilot i Lafayette eskadrillen. Nordhoffs afsluttende rang i 1. Verdenskrig var løjtnant i det amerikanske luftvåben.

### Forfatterskab
Nordhoff blev i Paris, Frankrig efter at han forlod militæret. Her arbejdede han som journalist og skrev sin første bog: The Fledgling. I 1919, blev han og James Norman Hall, en anden forhenværende pilot af Lafayette eskadronen bedt om at skrive en artikel om enheden. Deres første littærere samarbejde The Lafayette Flying Corps blev udgivet i 1920.
Efter dette rejste de to forfattere tilbage til USA hvor de delte et hus ved Martha's Vineyard, indtil at de fik en bestilling af Harper's Magazine om at skrive rejseartikler i Oceanien. De tog til Tahiti i Selskabsøerne for at foretage research og få inspiration. Nordhoff endte med at blive der i 20 år, mens Hall blev der resten af sit liv. Deres anden bog Faery Lands of the South Seas, blev udgivet som en serie i Harper's fra 1920 til 1921 før det så blev udgivet i bogform.
Nordhoff blev gift med en tahitiansk kvinde, Christianne Vahine Tua Tearae Smidt, som han fik fire døtre og to sønner med. Han skrev romaner selvstændigt i ti år, hvoraf The Derelict (1928) er set som hans bedste solo-værk. Nordhoff og Hall fortsatte med at skrive rejse- og eventyrsartikler sammen for The Atlantic i 1920'erne og tidligt 1930'erne. Sammen skrev de også et andet memoir om Første Verdenskrig med titlen Falcons of France (1929). Det var Hall der foreslog at de skulle samarbejde på Bounty-trilogien: Mutiny on the Bounty (1932) (dansk: Mytteriet på Bounty), Men Against the Sea (1934) (dansk: Kampen mod havet) og Pitcairn's Island (1934) (dansk: Pictairn-øen).
Efter Bounty-trilogien, var Nordhoff og Halls mest succesfulde bog The Hurricane (1936). De fortsatte deres samarbejde i at skrive romaner indtil 1945. Nordhoff skrev en bog mere selv, In Yankee Windjammers (1940), der er en genfortælling om de skibe, sømænd og levemåde som hans bedstefar havde skrevet om.

### Senere liv
Nordhoff blev skilt fra sin første kone i 1936 og forlod Tahiti et par år senere, hvor han rejste tilbage til Californien. Her blev han i 1941 gift med Laura Grainger Whiley  Under Anden Verdenskrig fik han æren af at have et Liberty-skib, SS Charles Nordhoff, opkaldt efter sig.
Charles Bernard Nordhoff døde alene i sit hjem i Montecito, Californien, den 19. april 1947. Hans lig blev fundet den næste morgen af Tod Ford der havde ringet til ham for at arbejde på deres bog. Avisen rapporterede på dette tidspunkt hans død som et pludseligt hjerteanfald. Senere kilder indikerer at han havde drukket, havde en depression og måske havde begået selvmord. Han er begravet i Redlands, California i Hillside Memorial Park Cemetery.

## Udvalgte værker tilgængelige på dansk
- Bounty-Trilogien sammen med James Norman Hall
  - Mytteriet på Bounty, 1932
  - Kampen mod havet, 1933
  - Pictairn-øen, 1934